# 臨淮県 (江蘇省)
臨淮県（りんわい-けん）は中華人民共和国江蘇省にかつて存在した県。現在の宿遷市泗洪県南東部に相当する。
704年（長安4年）、唐朝に設置された。明初に廃止された。